# Zuzana Rehák-Štefečeková
Zuzana Rehák-Štefečeková (Nitra, Checoslovaquia, 15 de enero de 1984) es una deportista eslovaca que compite en tiro, en la modalidad de tiro al plato.
Participó en cuatro Juegos Olímpicos de Verano, entre los años 2008 y 2024, obteniendo tres medallas en la prueba de foso, plata en Pekín 2008, plata en Londres 2012 y oro en Tokio 2020. En los Juegos Europeos de Bakú 2015 obtuvo una medalla de oro en la prueba de foso mixto.
Ganó seis medallas en el Campeonato Mundial de Tiro entre los años 2003 y 2022, y trece medallas en el Campeonato Europeo de Tiro entre los años 2006 y 2025.

## Palmarés internacional
| Juegos Olímpicos   | Juegos Olímpicos         | Juegos Olímpicos  | Juegos Olímpicos |
| Año                | Lugar                    | Medalla           | Prueba           |
| ------------------ | ------------------------ | ----------------- | ---------------- |
| 2008               | Pekín (China)            | Medalla de plata  | Foso             |
| 2012               | Londres (Reino Unido)    | Medalla de plata  | Foso             |
| 2020               | Tokio (Japón)            | Medalla de oro    | Foso             |
| Campeonato Mundial |                          |                   |                  |
| Año                | Lugar                    | Medalla           | Prueba           |
| 2003               | Nicosia (Chipre)         | Medalla de bronce | Foso             |
| 2010               | Múnich (Alemania)        | Medalla de oro    | Foso             |
| 2011               | Belgrado (Serbia)        | Medalla de plata  | Foso             |
| 2017               | Moscú (Rusia)            | Medalla de bronce | Foso             |
| 2018               | Changwon (Corea del Sur) | Medalla de oro    | Foso             |
| 2018               | Changwon (Corea del Sur) | Medalla de oro    | Foso mixto       |
| 2022               | Osijek (Croacia)         | Medalla de bronce | Foso             |
| Juegos Europeos    |                          |                   |                  |
| Año                | Lugar                    | Medalla           | Prueba           |
| 2015               | Bakú (Azerbaiyán)        | Medalla de oro    | Foso mixto       |
| Campeonato Europeo |                          |                   |                  |
| Año                | Lugar                    | Medalla           | Prueba           |
| 2006               | Maribor (Eslovenia)      | Medalla de bronce | Foso             |
| 2008               | Nicosia (Chipre)         | Medalla de plata  | Foso             |
| 2010               | Kazán (Rusia)            | Medalla de plata  | Foso             |
| 2013               | Suhl (Alemania)          | Medalla de plata  | Foso             |
| 2014               | Sarlóspuszta (Hungría)   | Medalla de bronce | Foso             |
| 2015               | Maribor (Eslovenia)      | Medalla de oro    | Foso             |
| 2016               | Lonato (Italia)          | Medalla de oro    | Foso             |
| 2018               | Leobersdorf (Austria)    | Medalla de plata  | Foso mixto       |
| 2018               | Leobersdorf (Austria)    | Medalla de bronce | Foso             |
| 2018               | Leobersdorf (Austria)    | Medalla de bronce | Doble foso       |
| 2023               | Osijek (Croacia)         | Medalla de plata  | Foso mixto       |
| 2025               | Châteauroux (Francia)    | Medalla de oro    | Foso mixto       |
| 2025               | Châteauroux (Francia)    | Medalla de plata  | Foso             |